# Вальцхофер, Ханс
Йо́ханн Вальцхо́фер (нем. Johann Walzhofer; 23 марта 1906 — 1 марта 1970), более известный как Ханс Вальцхофер (нем. Hans Walzhofer) — австрийский футболист, нападающий. Участник чемпионата мира 1934.

## Клубная карьера
Ханс Вальцхофер начал карьеру в клубе «Едлерсдорф», откуда в сезоне 1925/26 перешёл во «Флоридсдорф», где весной 1926 года сыграл свои первые матчи в чемпионате Австрии. В следующем сезоне нападающий перешёл в венский «Рапид», однако не провёл за эту команду ни одного матча. Поэтому через полгода он покинул «Рапид» и перешёл в «Винер Атлетикшпорт-Клуб», в котором быстро завоевал место в основе. Уже в сезоне 1927/28 Вальцхофер стал лучшим бомбардиром команды. В том сезоне ВАК достиг финала Кубка Австрии, где потерпел поражение от венской «Адмиры» со счётом 1:2 (единственный гол ВАК забил Вальцхофер). В сезоне 1928/29 нападающий с 14 голами занял второе место в списке лучших бомбардиров чемпионата, после чего перешёл в клуб «Ваккер».
За «Ваккер» Вальцхофер выступал на протяжении следующий пятнадцати лет, играя как на позиции центрального нападающего, так и левого инсайда. Его постоянным партнёром в линии нападения стал Карл Цишек. За этот период Вальцхоферу удалось ещё дважды войти в тройку лучших бомбардиров чемпионата. Однако, несмотря на наличие двух звёздных нападающих, «Ваккер» долгое время завершал сезоны в середине таблицы. Ситуация улучшилась в конце 1930-х годов, когда клуб сумел трижды подряд занять второе место. В Кубке Германии 1939 «Ваккер» дошёл до полуфинала, из которого выбыл после трёх ничейных игр против немецкого клуба «Вальдхоф» лишь по жребию.
В 1944 году Вальцхофер завершил игровую карьеру. Ему так и не удалось выиграть хотя бы один трофей на клубном уровне, однако с результатом 177 голов он до сих пор входит в двадцатку лучших бомбардиров в истории чемпионата Австрии.

## Карьера в сборной
Вальцхофер дебютировал за сборную Австрии в ноябре 1927 года в матче против сборной Италии, который завершился поражением австрийцев со счётом 0:1. Затем нападающий сыграл ещё два матча, после чего последовал долгий перерыв. Следующий вызов в сборную футболист получил только в апреле 1931 года для участия в Кубке Центральной Европы, который Австрия в итоге выиграла. В знаменитой «Вундертим», однако, Вальцхоферу места не нашлось, поскольку на его позиции выступали Антон Шалль и Маттиас Синделар. Поэтому на протяжении следующих двух лет нападающий играл только за сборную Вены.
После того, как Австрия квалифицировалась на чемпионат мира 1934, Вальцхофер был включён в заявку команды, однако на протяжении турнира не сыграл ни одного матча. Австрия в итоге проиграла в полуфинале чемпионата. Свой пятый и последний матч за австрийцев Вальцхофер сыграл в ноябре того же года против сборной Швейцарии.

## Тренерская карьера
С января по сентябрь 1937 года Вальцхофер возглавлял «Ваккер» в качестве играющего тренера. В 1947 году он занял пост главного тренера «Адмиры», на котором оставался в течение пяти лет. На протяжении этого периода «Адмира» показывала посредственные результаты в чемпионате Австрии, за исключением сезона 1948/49, когда ей удалось занять третье место в таблице. Наилучшим достижением «Адмиры» при Вальцхофере стал выход в финал Кубка Вены 1947/48, который команда проиграла венской «Аустрии» со счётом 1:2. В 1953 году Вальцхофер покинул клуб. После этого он некоторое время тренировал команду «Гасверк».
В 1957 году Вальцхофер завершил футбольную карьеру.

## Достижения
- Обладатель Кубка Центральной Европы: 1931—1932
- Финалист Кубка Австрии: 1927/28

## Статистика выступлений
| Клуб             | Сезон            | Лига | Лига | Кубки | Кубки | Прочие | Прочие | Итого | Итого |
| Клуб             | Сезон            | Игры | Голы | Игры  | Голы  | Игры   | Голы   | Игры  | Голы  |
| ---------------- | ---------------- | ---- | ---- | ----- | ----- | ------ | ------ | ----- | ----- |
| Едлерсдорф       | 1923/24          | 16   | 7    | 2     | 0     | 0      | 0      | 18    | 7     |
| Едлерсдорф       | Итого            | 16   | 7    | 2     | 0     | 0      | 0      | 18    | 7     |
| Флоридсдорф      | 1925/26          | 10   | 2    | 2     | 0     | 0      | 0      | 12    | 2     |
| Флоридсдорф      | Итого            | 10   | 2    | 2     | 0     | 0      | 0      | 12    | 2     |
| Рапид (Вена)     | 1926/27          | 0    | 0    | 0     | 0     | 0      | 0      | 0     | 0     |
| Рапид (Вена)     | Итого            | 0    | 0    | 0     | 0     | 0      | 0      | 0     | 0     |
| ВАК              | 1926/27          | 15   | 5    | 5     | 4     | 0      | 0      | 20    | 9     |
| ВАК              | 1927/28          | 24   | 16   | 6     | 6     | 0      | 0      | 30    | 22    |
| ВАК              | 1928/29          | 21   | 14   | 4     | 6     | 0      | 0      | 25    | 20    |
| ВАК              | Итого            | 60   | 35   | 15    | 16    | 0      | 0      | 75    | 51    |
| Ваккер (Вена)    | 1929/30          | 12   | 8    | 2     | 0     | 0      | 0      | 14    | 8     |
| Ваккер (Вена)    | 1930/31          | 18   | 10   | 8     | 5     | 0      | 0      | 26    | 15    |
| Ваккер (Вена)    | 1931/32          | 22   | 12   | 1     | 0     | 0      | 0      | 23    | 12    |
| Ваккер (Вена)    | 1932/33          | 22   | 19   | 4     | 3     | 0      | 0      | 26    | 22    |
| Ваккер (Вена)    | 1933/34          | 22   | 15   | 2     | 3     | 0      | 0      | 24    | 18    |
| Ваккер (Вена)    | 1934/35          | 22   | 20   | 3     | 6     | 1      | 1      | 26    | 27    |
| Ваккер (Вена)    | 1935/36          | 15   | 6    | 3     | 2     | 2      | 1      | 20    | 9     |
| Ваккер (Вена)    | 1936/37          | 20   | 7    | 2     | 2     | 0      | 0      | 22    | 9     |
| Ваккер (Вена)    | 1937/38          | 17   | 9    | 2     | 1     | 0      | 0      | 19    | 10    |
| Ваккер (Вена)    | 1938/39          | 16   | 7    | 1     | 0     | 0      | 0      | 17    | 7     |
| Ваккер (Вена)    | 1939/40          | 12   | 11   | 10    | 11    | 0      | 0      | 22    | 22    |
| Ваккер (Вена)    | 1940/41          | 14   | 8    | 3     | 1     | 4      | 2      | 21    | 11    |
| Ваккер (Вена)    | 1941/42          | 13   | 3    | 5     | 10    | 3      | 0      | 21    | 13    |
| Ваккер (Вена)    | 1942/43          | 4    | 3    | 1     | 0     | 2      | 1      | 7     | 4     |
| Ваккер (Вена)    | 1943/44          | 2    | 0    | 1     | 0     | 0      | 0      | 3     | 0     |
| Ваккер (Вена)    | 1944/45          | 1    | 0    | 0     | 0     | 0      | 0      | 1     | 0     |
| Ваккер (Вена)    | Итого            | 232  | 138  | 48    | 44    | 12     | 5      | 292   | 187   |
| Всего за карьеру | Всего за карьеру | 318  | 182  | 67    | 60    | 12     | 5      | 397   | 247   |

## Семья
Племянником Ханса Вальцхофера был другой известный футболист — Отто Вальцхофер, чемпион Австрии 1954/55 в составе венского клуба «Фёрст».